# Ludovico II Pico della Mirandola
Ludovico II Pico, Ludovico II Pico della Mirandola ou, na sua forma mais aportuguesada Luís II Pico della Mirandola (em italiano:  Ludovico II Pico della Mirandola; Mirandola, … - Mirandola, 1568), foi um nobre e militar italiano, membro da família Pico, e que em 1550 herdou o Condado de Mirandola e Concordia.

## Biografia
Era filho de Galeotto II Pico e de Hipólita Gonzaga, filha de Ludovico, conde de Sabbioneta. O pai coloca-se sob a proteção da França e, em 1536, enviou os filhos, entre os quais Ludovico II, à corte do rei  Francisco I. Quando o seu pai morre, em 1550, Ludovico regressou de França para tomar posse dos seus feudos. A luta entre os imperiais, apoiados pelos Estados Pontifícios, e os franceses, trouxeram o assédio de Mirandola, tendo-se celebrado uma trégua apenas em 1552.
Em 1554, com a patente de general de cavalaria, participou na defesa de Siena, atacada por Cosme I de Médici, e onde foi derrotado. Retirou-se para Mirandola, onde mandou engrandecer a torre do Relógio. Em 1568, ano da sua morte, talvez por causa de um envenenamento, descobre uma conjura para a sua eliminação.

## Casamentos e descendência
Em 1553 Ludovico casou em primeiras núpcias com Renata d'Este, filha natural do cardeal Hipólito II d'Este, da qual teve uma filha:
- Hipólita (Ippolita) (?-1555), que viria a casar com o duque Alfonso Todeschini.

Casou em segundas núpcias com Fúlvia de Correggio, de quem teve cinco filhos:
- Galeotto III (Galeotto III) (?-1592), Condottiero, filho primogénito que sucedeu ao pai nos estados familiares. Sem sucessão;
- Frederico II (Federico II) (?-1602), que sucedeu ao irmão como soberano de Mirandola. Casou com Hipólita d´Este (1565-1602), filha natural de Afonso d'Este, Marquês de Montecchio, sem sucessão;
- João (Giovanni);
- Alexandre I (Alessandro I), conde de Mirandola e Concordia;
- Renata (Renata) (?-1607), que casou com Francesco Salviati.